# Saint-Frézal-de-Ventalon
Saint-Frézal-de-Ventalon là một xã ở tỉnh Lozère trong vùng Occitanie, phía nam nước Pháp. Khu vực này có độ cao trung bình 620 mét trên mực nước biển.